# Centre de documentation de la musique contemporaine
Le Centre de documentation de la musique contemporaine (Cdmc) est une association française basée à Paris, fondée en 1977, qui constitue un important lieu de ressources pour la musique contemporaine.

## Présentation
Le Centre de documentation de la musique contemporaine (Cdmc) est un centre public de documentation sur la musique contemporaine à Paris, créé en 1977. Depuis 1993, il est situé non loin de la Cité de la musique, place de la Fontaine-aux-Lions, dans le Parc de la Villette, dans le 19e arrondissement de Paris.
Lieu ressource, en plus de son fonds musical, il met en relation les compositeurs avec les interprètes et les créateurs à l'occasion de divers projets, participe à la diffusion des œuvres auprès des programmateurs, et propose une saison de rencontres, colloques et journées d’étude.

## Histoire
L'origine du Centre remonte à 1976, à l'initiative de Jean Maheu, alors directeur de la musique au Ministère de la Culture : une commission de personnalités musicales et institutionnelles décide d'actions afin de promouvoir la musique contemporaine et aider les compositeurs et les éditeurs concernés par ce répertoire,. Deux entités sont ainsi imaginées, le Centre de documentation de la musique contemporaine (Cdmc) et Musique française d'aujourd'hui (MFA). Le Cdmc reçoit pour son fonctionnement le soutien de la SACEM et de Radio France.
Officiellement créé en 1977, le Centre est inauguré en février 1978 et ouvert au public quelques mois plus tard, avec un catalogue documentaire de 500 œuvres.
En 2007, le Cdmc coordonne en partenariat avec l'Ircam, le CNSMDP, la Cité de la musique, la médiathèque musicale Mahler et l'Ensemble intercontemporain, la mise en place d'un portail consacré à la musique contemporaine.
La directrice du Centre depuis l'origine, Marianne Lyon, reste en fonction jusqu'en 2007. Laure Marcel-Berlioz lui succède à la tête de l'établissement, puis Agnès Prétrel à partir de 2019.
En 2020, le Centre de documentation de la musique contemporaine fusionne avec deux autres associations, Musique française d'aujourd'hui et Musique nouvelle en liberté, pour intégrer une nouvelle structure : la Maison de la musique contemporaine (MMC),.

## Fonds et catalogue
La documentation est conservée au Centre vingt ans après la mort d'un compositeur, puis le fonds est reversé à la BnF,.
En 2000, 11000 œuvres étaient disponibles en consultation. En 2020, le catalogue du Centre de documentation de la musique contemporaine comprend plus de 1100 compositeurs et près de 20000 œuvres, dont une partie accessible en ligne sous forme d'extraits.
Les documents disponibles au Cmdc, au nombre de 40000, sont de diverses natures :
- partitions éditées et inédites,
- documents sonores (dont 30 ans d’enregistrements Ina / Radio France),
- vidéos musicales,
- livres, périodiques, mémoires et thèses,
- dossiers documentaires sur les œuvres,
- dossiers biographiques sur les compositeurs,
- archives des programmes de concerts et festivals en France.

Le portail de la musique contemporaine revendique quant à lui, en juillet 2020, l'accès à 400000 notices et 14000 extraits audio en ligne, et la base de données le regroupement de près de 10000 noms ou structures.